# Валі-Мухаммад
Валі-Мухаммад (д/н — 1611) — 3-й володар Бухарського ханства у 1605—1611 роках.

## Життєпис

### Місцевий правитель
Походив з династії Аштарханідів, гілки Тука-Тимуридів. Старший син хана Джані-Мухаммада. Про молоді роки обмаль відомостей. 1601 року брав участь у битві біля Самарканду, де зазнав поразки шейбанідський володар Пірмухаммед-хан II. Того ж року після проголошення батька Валі-Мухаммада ханом отримав у володіння Сіяхджард.
Слідом за цим з братом Бакі-Мухаммадом виступив проти синів Пірмухаммед-хана II — Мухаммад-Салім-султана, еміра Хісар-і Шадмане, та Абдаллах-султана, еміра Чаганіана. Валі-мухаммад зумів дипломатією змусити Мухаммад-Салім-султана тікати й майже без спротиву зайняв Хісар-і Шадмане. Потім спільно з братом без бою зайняв Балх, скориставшись протистоянням між проперською партією та Шейбанідами.
1602 року брав участь у битві проти перського шаха Аббаса I, якому в місцевості Пул-і Катаб було завдано поразки. Наприкінці року ззанавав нападівз боку Баді аз-Замана, правителя Кундуза й Бадахшану. Запросив на допомгу батька і брата, які здолали Баді аз-Замана, захопивши Кундуз.

### Бухарський хан
В подальшому перебував у Балху до самої смерті 1605 року брата Баді-мухаммада (хана з 1603 року). Успадкував Бухарське ханство. Передав синові Рустам-султану місто Кундуз, небожеві Імамкулі — Самарканд, брату останнього Надир-Мухаммаду — Кеш.
В наступні роки більше проводив часу в бенкетах та полюванні. Разом з тим почав підозрювати Імамкулі і Надир-Мухаммада у змові. Тому таємно наказав Дустім-бію, вождю племені катаган. вбити Імамкулі. Але змову було викрито. У відповідь хан передав Надир-Мухаммаду Балх, забравши собі Кеш, а Хісар-і Шадман передав синові Рустам-султану.
1606 року Імамкулі і Надир-Мухаммад придушили повстання феодалів Балху, Чаганіану й Хісару. Того ж року довелося відбивати на Самарканд напад казахського султана Абилая, правителя Туркестана і Шаша. За цим Валі-Мухаммад призначив аталиком в Балх Шахбек-кукелташа, який фактично відсторонив від правління Надир-Мухаммада.
1609 року в Балху відбулося повстання, внаслідок чого Шабке-кукелташа було вбито. У відповідь хан рушив на Балх, призначивши перед тим аталиком Самарканду Назар-кукелташа. Не досягнувши Амудар'ї хандовідався, що Імамкулі вбив аталика й втік до Балху. Проте за посередництва шейхів вдалося укласти мир між Валі-Мухаммадом та його небіжами.
1610 року відбито новий напад султана Абилая на Самарканд. Казахів переслідували до Сигнаку. В цей час Імамкулі й Надир-Мухаммад перейшли у наступ. Бої точилися спочатку біля Чаганіану, потім Термеза. Але жоднаіз сторін не досягла переваги.
На початку 1611 року боротьба поновилася. Тепер Валі-мухаммад не довіряв своїм емірам. Він наказав стратити Алі-Сайїд-бія, вождя племені мангит. Також готувався стратити ще декількох впливових емірів. За цих обставин виникла змова проти хана — спочатку Самаркандпеерйшов на бік Імамкулі, а поітм Бухара відмовилася впустити до себе Валі-Мухаммада. В результаті останній з родиною та невеличким загоном втік до Персії. Імамкулі було оголошено новим бухарським ханом.
Шах Аббас I надав Валі-Мухаммадові війська для відновлення на троні в обмін на територіальні поступки. Доволі швидко травні1611 рокувін захопив Бухару, скориставшись відволіченням Імамкулі-хана на новий напад казахів. За цим рушив на Самарканд, перед тим стративши багатьох старійшин та емірів. У битві біля Самарканду Валі-Мухаммад зазнав поразки, потрапив у полон, де був страчений.